# Марково (Тюменская область)
Марково — село в Заводоуковском районе Тюменской области. В рамках организации местного самоуправления находится в Заводоуковском городском округе.

## История
До 1917 года в составе Ново-Заимской волости Ялуторовского уезда Тобольской губернии. По данным на 1926 год деревня Маркова состояла из 166 хозяйств. В административном отношении входила в состав Старозаимского сельсовета Новозаимского района Тюменского округа Уральской области.

## Население
| 2010 |
| ---- |
| 142  |

По данным переписи 1926 года в деревне проживало 815 человек (395 мужчин и 420 женщин), в том числе: русские составляли 100 % населения.